# Arthur (hund)
Arthur, död 8 december 2020, var en gatuhund från Ecuador som knöt an till ett svenskt multisportlag under Adventure Racing World Championship 2014 och som efter tävlingen fick flytta till Sverige.

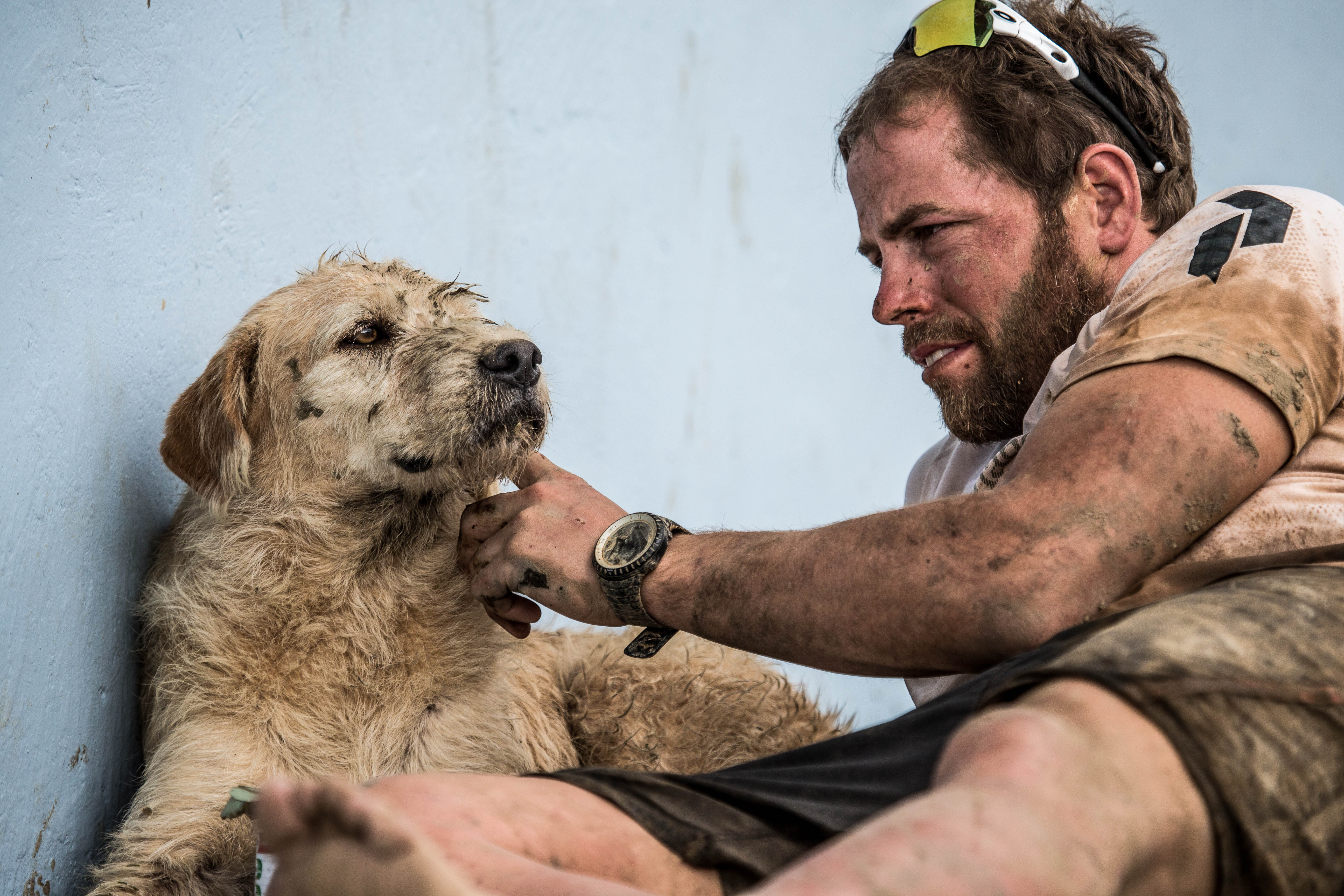
Mikael Lindnord och gatuhunden Arthur under världsmästerskapen i Ecuador 2014.

I november 2014 var Mikael Lindnord i Ecuador som ledare för fyrmannalaget Team Peak Performance som tävlade i Adventure Racing World Championship. Hunden slog följe med laget under resten av tävlingen och fick namnet Arthur.
Efter tävlingen bestämde sig Lindnord att ta med Arthur till Sverige. För att lösa det så startade svenska tidningarna en insamling, en kampanj genomfördes på Twitter och efter att ha fått hjälp av Ecuadors socialminister och tillstånd från Jordbruksverket så kunde Lindnord ta med Arthur till Sverige. När de kom till Sverige så behövde Arthur veterinärvård och var efter det tvungen att stanna i karantän i 120 dagar. I mars 2015, efter en tandoperation och en presskonferens fick Arthur till slut flytta till Lindnord och hans familj i Örnsköldsvik. Enligt de ecuadorianska och svenska veterinärer var Arthur mellan fem och sju år gammal när han kom till Sverige.
I maj 2015 deltog Arthur tillsammans med laget under välgörenhetsloppet Wings For Life World Run i Kalmar.
En välgörenhetsorganisation uppkallad efter Arthur; "Arthur Foundation" skapades för att hjälpa gatuhundar. Arthur Foundations prioritet var att stödja LOBA-lagen i Ecuador (Law of Animal Welfare – Ley Organica de Bienestar Animal). I april 2017 godkändes och publicerades LOBA-lagen och den 12 april 2018 trädde den organisk miljölagen inklusive LOBA-lagen i kraft.
Lindnord har tillsammans med medförfattaren Val Hudson skrivit två böcker om Arthur. Arthur: Gatuhunden som lämnade djungeln och hittade hem som publicerades 2016 samt Arthur och hans vänner, publicerades 2017.
I slutet av november 2014 berättade en ecuadoriansk man för en ecuadoriansk tidning att Arthur var hans hund, Barbuncho, men efter att en namninsamling startats av ecuadorianer som krävde att hans tidigare ägare skulle fängslas och straffas på grund av hundens skador så lades alla krav ner. Det fanns inga bevis för att skadorna orsakats av ägaren. Arthur blev sjuk och diagnostiserades med en elakartad tumör och dog den 8 december 2020, ungefär sex veckor innan inspelningen av en film om honom började.
En film baserad på boken Arthur: Gatuhunden som lämnade djungeln och hittade hem, kallad Arthur the King, med Mark Wahlberg i rollen som Mikael Lindnord, under namnet Michael Light, hade premiär 15 mars 2024 i USA.